# پایگاه نیروی هوایی گرند فورکس (حوزه سرشماری)
پایگاه نیروی هوایی گرند فورکس (به انگلیسی: Grand Forks Air Force Base) یک منطقهٔ مسکونی در ایالات متحده آمریکا است که در شهرستان گراند فورکس، داکوتای شمالی واقع شده‌است. پایگاه نیروی هوایی گرند فورکس ۲۱٫۱ کیلومتر مربع مساحت و ۲٬۳۶۷ نفر جمعیت دارد و ۲۷۲٫۸ متر بالاتر از سطح دریا قرار دارد.